# Supercopa Alemã de Voleibol Masculino
A Supercopa Alemã de Voleibol Masculino é uma competição anual entre clubes de voleibol masculino da Alemanha. A competição é organizada pela Volleyball Bundesliga.

## Histórico
A primeira edição da Supercopa Alemã ocorreu no dia 16 de outubro de 2016. O local foi a Mercedes-Benz Arena em Berlim. Como na temporada 2015–16 o Berlin Recycling Volleys venceu o Campeonato Alemão e a Copa da Alemanha, o time da capital alemã enfrentou o vice-campeão do Campeonato Alemão da temporada, o VfB Friedrichshafen.
Na ocasião, o time da cidade de Friedrichshafen venceu os anfitriões por 3 sets a 0 (25–16, 25–20, 25–21) e conquistaram o primeiro título da competição.
Na edição de 2019, o banco Comdirect Bank foi patrocinador da competição, que foi realizada sob o nome oficial de Comdirect Supercup. A partida, que foi protagonizada entre as quipes do Berlin Recycling Volleys e do VfB Friedrichshafen, foi a primeira partida de voleibol do mundo a ser disputada em piso de LED.
Em 2022, a Volleyball Bundesliga, após parceria com a marca Bounce House, alterou o formato da competição para abranger mais equipes da primeira divisão do campeonato alemão. O torneio ocorreu na cidade de Hildesheim, na Volksbank-Arena Hildesheim, ginásio da equipe do TSV Giesen, e foi disputado em sistema eliminatório, com as oito equipes da 1. Bundesliga de 2022–23, exceto a equipe juvenil-federal do VC Olympia Berlin.
A primeira edição do novo torneio, que teve suas partidas transmitidas na plataforma de streaming Twitch, no canal do parceiro de mídia Spontent, sagrou o quarto título do Berlin Recycling Volleys.

## Resultados
| SUPERCOPA ALEMÃ DE VOLEIBOL MASCULINO | SUPERCOPA ALEMÃ DE VOLEIBOL MASCULINO | SUPERCOPA ALEMÃ DE VOLEIBOL MASCULINO | SUPERCOPA ALEMÃ DE VOLEIBOL MASCULINO | SUPERCOPA ALEMÃ DE VOLEIBOL MASCULINO | SUPERCOPA ALEMÃ DE VOLEIBOL MASCULINO |
| Edições                               | Edições                               | Final                                 | Final                                 | Final                                 |                                       |
| Edição                                | Sede                                  | Campeão                               | Resultado                             | Vice-campeão                          |                                       |
| ------------------------------------- | ------------------------------------- | ------------------------------------- | ------------------------------------- | ------------------------------------- | ------------------------------------- |
| 2016 Detalhes                         | Berlim                                | VfB Friedrichshafen                   | 3–0                                   | Berlin Recycling Volleys              |                                       |
| 2017 Detalhes                         | Hanôver                               | VfB Friedrichshafen                   | 3–1                                   | Berlin Recycling Volleys              |                                       |
| 2018 Detalhes                         | Hanôver                               | VfB Friedrichshafen                   | 3–1                                   | Berlin Recycling Volleys              |                                       |
| 2019 Detalhes                         | Hanôver                               | Berlin Recycling Volleys              | 3–0                                   | VfB Friedrichshafen                   |                                       |
| 2020 Detalhes                         | Frankfurt am Main                     | Berlin Recycling Volleys              | 3–0                                   | United Volleys Frankfurt              |                                       |
| 2021 Detalhes                         | Schwerin                              | Berlin Recycling Volleys              | 3–0                                   | United Volleys Frankfurt              |                                       |
| 2022 Detalhes                         | Hildesheim                            | Berlin Recycling Volleys              | 3–0                                   | VfB Friedrichshafen                   |                                       |
| 2023 Detalhes                         | Hildesheim                            | Berlin Recycling Volleys              | 3–0                                   | VfB Friedrichshafen                   |                                       |

Fonte: Volleyball Supercup

## Títulos por equipe
| Equipe                   | Títulos | Edições                      |
| ------------------------ | ------- | ---------------------------- |
| Berlin Recycling Volleys | 5       | 2019, 2020, 2021, 2022, 2023 |
| VfB Friedrichshafen      | 3       | 2016, 2017, 2018             |